# Мервин ап Родри
Мервин ап Родри (валл. Merfyn ap Rhodri; умер после 900) — король Поуиса (878—900).

## Биография
Мервин — третий сын Родри Великого и Ангарад верх Мейриг.
В 878 году его отец умер и владения были поделены между тремя старшими братьями: Анарауд стал править в Гвинеде, а Каделл в Сейсиллуге. Мервин стал правителем Поуиса, но только в качестве вассала старшего брата Анарауда.
Его брат Родри Фихан («Младший») обычно заменяет Мервина, как человека, который, как предполагается, унаследовал ‘Talaith
Fathrafal’, буквально, «Область Матравал», то есть Королевство Поуис, в предполагаемом разделении владений Родри Великого..
Его дочь, Авандрег, вышла замуж за сына Анарауда, Идвала.
В "Гвентианской хронике сообщается, что в 877 году Мервин подчинился своему брату Каделлу. А в 892 году был убит своими людьми.
Согласно «Анналам Камбрии» и «Brenhinoedd y Saeson», он был убит «язычниками», то есть, вероятно, норманнами. Скорректированная дата — 904 год. Мерфин упоминался Гиральдом Камбрейским в «Descriptio Kambriae», где говорится, что он получил Северный Уэльс в качестве своей партии. Это и другие утверждения в этой главе, безусловно, ошибочны. Позже источники утверждают, что Мерфин получил Поуис и что это наследство перешло к его сыну Лливелину, а затем и внучке, Ангараде, жене Оуайна Дехейбартского. Записаны и два других сына, Иарддур и Триффин. Название местности (или племенного имени), Мерфинион, появляется в валлийской поэзии. Из контекста поэзии дается понять, что Мерфинион был Поусом или частью Поуиса..
Мервин умер после 900 года. Ему наследовал его старший сын Лливелин.